# Saint-Senoux
Saint-Senoux är en kommun i departementet Ille-et-Vilaine i regionen Bretagne i nordvästra Frankrike. Kommunen ligger i kantonen Guichen som tillhör arrondissementet Redon. År 2022 hade Saint-Senoux 1 836 invånare.

## Befolkningsutveckling
Antalet invånare i kommunen Saint-Senoux
Referens:INSEE